# Cándido Larruga Mariñelarena
Cándido Larruga Mariñelarena (Osca?, segle xix - Madrid, 11 de novembre del 1919) fou un compositor espanyol amb una obra prolífica producció de cançons, cuplets, tangos i fox-trots per a veu i piano.
Moltes de les seves obres van ser publicades pels editors hispànics Casa Dotesio i Unión Musical Española.